# Claveles y rosas
Claveles y rosas es un villancico, cuya letra la hizo Fray Fernando de Jesús Larrea y Davalos, la música la compuso el músico ecuatoriano Salvador Bustamante Celi.

## Historia
El villancico forma parte de la cultura navideña ecuatoriana, el autor fue inspirado por la presencia de los franciscanos en su tierra natal (Loja) y que lo motivaron a la composición de músicas sacras y navideñas en honor a las festividades de diciembre.
EL villancico fue popularizado por la casa disquera Fediscos la década de los 60´s por el dúo adolescente Los Pibes Trujillo, cuando grabaron el disco titulado Cantan Dulce Jesús Mio.